# Carville, Calvados

Carville este o comună în departamentul Calvados, Franța. În 1 ianuarie 2018 avea o populație de 345 de locuitori.